# Li Aiyue
Li Aiyue (chiń. 李愛月; ur. 15 sierpnia 1970) – chińska judoczka. Dwukrotna olimpijka. Zajęła dziewiąte miejsce w Barcelonie 1992 i dziewiętnaste w Atlancie 1996. Walczyła w kategorii 48 kg.
Brązowa medalistka mistrzostw świata w 1993 i 1995 i siódma w 1991. Wicemistrzyni igrzysk azjatyckich w 1990 i 1994. Zdobyła dwa złote medale na mistrzostwach Azji w 1985 i 1988 roku.

## Letnie Igrzyska Olimpijskie 1992
| Konkurencja      | Walki                     | Walki                | Walki                | Walki                  | Klas. końcowa |
| Konkurencja      | 1/16                      | 1/8                  | 1/4                  | Repasaż                | Miejsce       |
| ---------------- | ------------------------- | -------------------- | -------------------- | ---------------------- | ------------- |
| waga ekstralekka | Leposava Marković (SER) W | Kang Yong-ok (PRK) W | Ryōko Tamura (JPN) P | Amarilis Savón (CUB) P | 9.            |

## Letnie Igrzyska Olimpijskie 1996
| Konkurencja      | Walki                       | Klas. końcowa |
| Konkurencja      | 1/8                         | Miejsce       |
| ---------------- | --------------------------- | ------------- |
| waga ekstralekka | Sarah Nichilo-Rosso (FRA) P | 19.           |